# Rozental
Rozental – wieś w Polsce położona w województwie kujawsko-pomorskim, w powiecie grudziądzkim, w gminie Radzyń Chełmiński. Miejscowość wchodzi w skład sołectwa Radzyń Chełmiński.
W latach 1975–1998 miejscowość należała administracyjnie do województwa toruńskiego.
Przez wieś przechodzi droga wojewódzka nr 543.